# Izar (estrella)
Izar (Èpsilon del Bover / ε Bootis) és el segon estel més brillant a la constel·lació del Bover, amb magnitud aparent +2,35. És un estel binari on els seus dos components estan separats 3 segons d'arc i és considerat un dels més bells del cel.

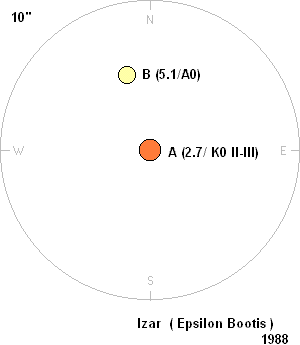

## Nom
El nom d'Izar prové de l'àrab ازار, izār, que significa ‘vel'. També és anomenat Mirac, Mirak o Mirach —noms semblants al de β Andromedae—, l'origen del qual és el mateix. Perizoma és com apareix esmentat a les Taules alfonsines.
Un altre nom utilitzat per designar aquest estel és Pulcherrima, ‘la més preciosa’. El va anomenar així l'astrònom Friedrich Georg Wilhelm von Struve en observar el bell contrast entre els seus dos estels.

## Característiques físiques
A 210 anys llum de distància del Sistema Solar, Izar està composta per una geganta lluminosa taronja, Izar A, i un estel blanc de la seqüència principal, Izar B.
Izar A (HD 129989 / HR 5506), de tipus espectral K0II-III, és la més brillant del parell amb una lluminositat equivalent a 400 sols, sent 15 vegades més lluminosa que la seva companya. Amb una temperatura superficial de 4.500 K, el seu radi és 33 vegades major que el radi solar.
Izar B (HD 129988 / HR 5505) és un estel blanc de la seqüència principal de tipus A2V la temperatura del qual és de 8.700 K. Amb una lluminositat 27 vegades major que la solar, el seu radi és el doble que el radi del Sol. La separació entre els dos estels és d'almenys 185 ua amb un període orbital de més de 1.000 anys.
El sistema té una edat estimada de 300 milions d'anys. Quan van néixer, l'estel A2 era molt semblant a com és avui, però l'actual gegant era un calent estel de tipus B. Aquesta última era més massiva que la seva companya —4 masses solars enfront de 2 masses solars—, la qual cosa va propiciar que evolucionés més ràpidament; així, fa 10 - 20 milions d'anys va esgotar el seu hidrogen intern transformant-se en la gegant que veiem en l'actualitat. En un futur, dins d'una mica més de 1.000 milions d'anys, Izar B seguirà el mateix camí, expandint-se també en una gegant taronja. No obstant això, llavors l'estel més massiu probablement no sigui més que una tènue nana blanca.